# Amerykanie pochodzenia ormiańskiego
Amerykanie pochodzenia ormiańskiego – obywatele lub rezydenci Stanów Zjednoczonych, których przodkowie pochodzą z Armenii, imigranci z tego kraju i osoby wywodzące się od Ormian przybyłych do Ameryki z różnych krajów.
Ocenia się, że w USA żyje około 1 500 000 Amerykanów pochodzenia ormiańskiego. Inne dane, zależnie od przyjętych kryteriów są różne. W spisie ludności z 2000 roku 385 488 Amerykanów zadeklarowało pochodzenie ormiańskie. American Community Survey podawał iż w 2007 w USA żyło 446 032 osób pochodzenia ormiańskiego.

## Historia

### Pierwsi Ormianie
Pierwszym znanym Ormianinem który wyemigrował do Ameryki był mężczyzna o imieniu Martin. Przybył on do Jamestown w Wirginii w 1618, gdy osada ta liczyła sobie zaledwie 11 lat. Następne wzmianki o Ormianach przybywających do Ameryki pojawiają się w wieku XVII i XVIII, ale były to zazwyczaj pojedyncze osoby co sprawiło, że nie uformowały własnej społeczności. Pewna liczba Ormian służyła w wojsku Unii w czasie wojny secesyjnej. Trzech doktorów służących w szpitalach wojskowych w Filadelfii było Ormianami: Simeon Minasian, Garabed Galstian i Baronig Matesovian. Informacje o ich służbie dotarły do ojczyzny, znajdującej się pod władzą Rosji oraz Turcji i pojawiły się w tamtejszej prasie.

### Pierwsza fala migracji
W 1870 Stany Zjednoczone zamieszkiwało jedynie 69 Ormian. Pierwszymi przybyszami z Armenii w XIX wieku byli studenci z zachodniej części (zajmowanej przez Imperium Osmańskie) tego kraju. Przyjeżdżali oni do USA aby uczyć się na tutejszych uniwersytetach, ale część z nich zdecydowała się osiąść tu na stałe- jak na przykład Khachadour Vosganian który później został nawet przewodniczącym New York Press Club.
Większe fale migracji przypadają na końcówkę XIX wieku. Były one spowodowane głównie Masakrami Hamidińskimi, czyli pogromami wymierzonymi w Ormian żyjących w Imperium Osmańskim. Miały one miejsce w latach 1894–1896 i spowodowały falę migracji trwającą aż do 1920. Ich kontynuacją były masakry dokonywane na rozkaz Młodoturków, na początku XX wieku. Nowo przybyli byli na tyle liczni ich powstały pierwsze społeczności ormiańskie ze swoimi organizacjami. Powstały wówczas również pierwsze parafie Apostolskiego Kościoła Ormiańskiego na terenie USA.

### Podział
Po wybuchu i zakończeniu I wojny światowej wśród Ormian Amerykańskich doszło do rozłamu na tle poglądów co do losów tej społeczności i opuszczonej niedawno ojczyzny. Rozpadło się Imperium Osmańskie co chcieli wykorzystać zamieszkujący jego ziemie Ormianie i utworzyć na wschodzie Republiki Tureckiej własne państwo. Rozpadło się również Imperium Rosyjskie a podległa carom część Armenii ogłosiła niepodległość. Ta jednak nie trwała długo, gdyż wkrótce Armenia została podporządkowana bolszewikom jako Armeńska SRR. Część diaspory amerykańskiej chciało pozostać w USA, ci którzy chcieli wracać dzielili się na trzy obozy- jedni planowali wracać na ziemie zajmowane przez Turków i walczyć o niepodległość, inni zamierzali osiedlić się w Armeńskiej SRR a inni również chcieli wrócić do dawnej rosyjskiej Amreni, ale w celu walki o wyzwolenie spod władzy bolszewików. Najsilniejsza ormiańska organizacja działająca w USA- Armenian Revolutionaty Federation popierała plany uzyskania niepodległości przez Armeńską SRR.
Wiele innych ormiańskich organizacji politycznych i społecznych przeciwstawiało się pomysłom ARF, uważając że należy zaakceptować istniejący stan rzeczy. Podział odbijał się nie tylko na organizacjach istniał również wśród zwykłych Ormian. W jego wyniku doszło nawet do podziały Kościoła Ormiańskiego w USA, którego część polityków i działaczy chciała wykorzystać do propagowania swoich poglądów. W 1933 powstały w jego łonie dwie rywalizujące frakcje jedną zwano Diecezją, drugą zaś Episkopatem. Zwolennicy Diecezji uznawali zwierzchność patriarchy ormiańskiego, zaś Episkopat odrzucał ją, uważając iż patriarchat kontrolowany jest przez bolszewików. Podział kościelny przyczynił się do jeszcze większego rozłamu wśród społeczności i wzrostu wrogości między zwolennikami różnych opcji.

### Druga fala migracji
W latach 40. i 50. XX wieku do USA przybywali głównie Ormianie żyjący w sowieckiej część Armenii- byli to uwolnieni z obozów niemieckich jeńcy wojenni, którzy jako DPs mogli osiedlać się w Stanach. Prawdziwa fala migracji ruszyła jednak w latach 60, kiedy to dokonano zmian w przepisach dotyczących przyjmowania imigrantów. Ormianie migrowali wówczas z niemal wszystkich diaspor Starego Świata. Czynnikami wzmacniającymi migracje były wydarzenia społeczne i polityczne jakie zachodziły wówczas na Bliskim Wschodzie. Wojna domowa w Libanie (1975) i wybuch rewolucji irańskiej (1979) spowodowały wzrost ekstremizmów islamskich i niechęci wobec chrześcijan Bliskiego Wschodu, między innymi Ormian. Największy ich napływ do USA przypada na lata 70. i 80. XX wieku. Wielu migrowało również z ZSRR w poszukiwaniu lepszych warunków życia. Migracja z Sowietów nasiliła się pod koniec XX wieku, kiedy to doszło do rozpadu tego państwa.
Amerykańscy Ormianie są często bardzo mocno zaangażowani w działalność na rzecz swojej dawnej ojczyzny. Na przykład w czasie wojny w Górskim Karabachu lobbowali za dostarczaniem Armenii niezbędnych jej surowców i zapasów a wielu zgłaszało się nawet na ochotnika do wojsk i brało udział w walkach po stronie swoich rodaków. Organizacje ormiańskie przyczyniły się również do uznania za ludobójstwo masakr dokonywanych przez Turków na początku XX stulecia, przez 43 amerykańskie stany (rząd federalny nie uznaje tej zbrodni za ludobójstwo). Duży wpływ na takie postępowanie Amerykańskich Ormian ma fakt iż wielu członków tej społeczności to ocaleni z masakry i ich potomkowie.

## Rozmieszczenie
Stany Zjednoczone zamieszkuje największa liczba Ormian poza granicami Armenii. Amerykanie Ormiańscy zamieszkują na całym obszarze USA jednak największa ich liczba zamieszkuje zachodnią część kraju w Kalifornii.

### Kalifornia i zachodnie stany
Kalifornia jest stanem posiadającym największą populację ormiańską w USA. Pierwszym znanym Ormianinem który przybył do Kalifornii był Ruben Minasian, zwany również Normartem (po armeńsku Normart oznacza „nowego człowieka”. W 1874 osiedlił się on we Fresno. W 1881 w Kalifornii, również we Fresno, osiadła pierwsza rodzina ormiańska- Serobian. W 1897 ormiańska populacja Fresno liczyła już 329 członków. W latach 20. XX wieku Ormianie zaczęli przenosić się z prowincji do miast, takich jak na przykład Los Angeles. W latach 30. to właśnie tam zamieszkiwała ich największa liczba spośród wszystkich miast stanu. Obecnie najwięcej Ormian zamieszkuje Glendale, wchodzące w skład zespołu miejskiego Los Angeles. Według spisu z 2000 roku stanowią oni 26,2% mieszkańców Glendale.
Lista miast kalifornijskich zamieszkiwanych przez duże społeczności ormiańskie (według spisu z 2000 roku)
- Los Angeles 64 997
- Glendale 53 840
- Burbank 8312
- Fresno 6024
- Pasadena 4400
- Montebello 2736
- San Francisco 2528
- Altadena 2134
- San Diego 1839
- La Crescenta-Montrose 1382
- San Jose 1197

### Wschodnie i środkowe stany
Lista miast we wschodnich i środkowych stanach zamieszkiwanych przez duże społeczności ormiańskie (według cenzusu z 2000 roku)
- Obszar Metropolitarny Nowego Jorku 31 867
- Obszar Metropolitarny Bostonu 21 709
- Obszar Metropolitarny Detroit 11 986
- Obszar Metropolitarny Filadelfia 7562
- Obszar Metropolitarny Chicago 6991
- Providence 6575
- Obszar Metropolitarny Miami 3357
- Obszar Metropolitarny Worcester 3256
- Obszar Metropolitarny Albany 1958
- Obszar Metropolitarny Atlanta 1662